# Roma Victor
Roma Victor är ett historiskt datorspel från 2006 inom kategorin MMORPG, som utspelas i Europa år 180.
Spelet har utvecklats av Red Bedlam. Man spelar antingen som romare eller barbar.
Spelet lades ned 2011

## Romare
Romarna bor i huvudsak i den antika staden Corstopitum, som ligger där nuvarande Corbridge ligger i Skottland. Dock tillkommer det fler platser som spelarna själva skapar i närheten av Hadrianus mur.

## Barbarer
Barbarerna bor i huvudsak norr om Hadrians mur, bland annat i staden Cilurnum som är baserad på den riktiga staden Chesters. Som barbar börjar man i byn Erring, som ligger strax norr om Corstopitum.